# 拿騷村-拉特利夫 (佛羅里達州)
拿騷村-拉特利夫（英語：Nassau Village-Ratliff）是位於美國佛羅里達州拿騷縣的一個人口普查指定地區。

## 地理
拿騷村-拉特利夫的座標為30°31′10″N 81°47′50″W / 30.51944°N 81.79722°W，而該地最高點為海拔高度5米（即16英尺）。

## 人口
根據2010年美國人口普查的數據，拿騷村-拉特利夫的面積為38.40平方千米，當中陸地面積為38.40平方千米，而水域面積為0.00平方千米。當地共有人口5337人，而人口密度為每平方千米138人。